# Simon Kirke
Simon Kirke (geboren als Simon Frederick St George Kirke, 28 juli 1949) is een Engelse drummer die bekend is geworden als lid van Free en daarna Bad Company.

## Discografie (albums)
Free
- Tons of Sobs (1969)
- Free (1969)
- Fire and Water (1970)
- Highway (1970)
- Free "Live" (1971)
- Free at last (1972)
- Heartbreaker (1973)

Kossoff, Kirke, Tetsu and Rabbit
- Kossoff, Kirke, Tetsu and Rabbit (1972)

Bad Company
- Bad Company (1974)
- Straight Shooter (1975)
- Run with the pack (1976)
- Burnin' sky (1977)
- Desolation angels (1979)
- Rough diamonds (1982)
- Fame and fortune (1986)
- 10 from 6 (compilatie) (1987)
- Dangerous age (1988)
- Holy water (1990)
- Here comes trouble (1992)
- What you hear is what you get (1993)
- Company of strangers (1995)
- Stories told & untold (1996)
- The 'Original' Bad Co. Anthology (1999)
- Merchants of cool (2002)
- Hard Rock Live (CD+DVD) (2010)
- Bad Company Live at Wembley (2011)
- Live 1977 & 1979 (2016)

- Bibliothèque nationale de France: cb13800696g (data)
- Gemeinsame Normdatei: 134427122
- International Standard Name Identifier: 0000 0000 5548 4613
- Library of Congress Control Number: no98035126
- MusicBrainz: f52d6e9a-7c75-4e42-8848-8b12658e5994
- Nationale Bibliotheek van Tsjechië: xx0182678
- Système universitaire de documentation: 158361431
- Virtual International Authority File: 294449873
- WorldCat: E39PBJf49fY6V7Phpwvc3C9kXd